# Bánh nướng

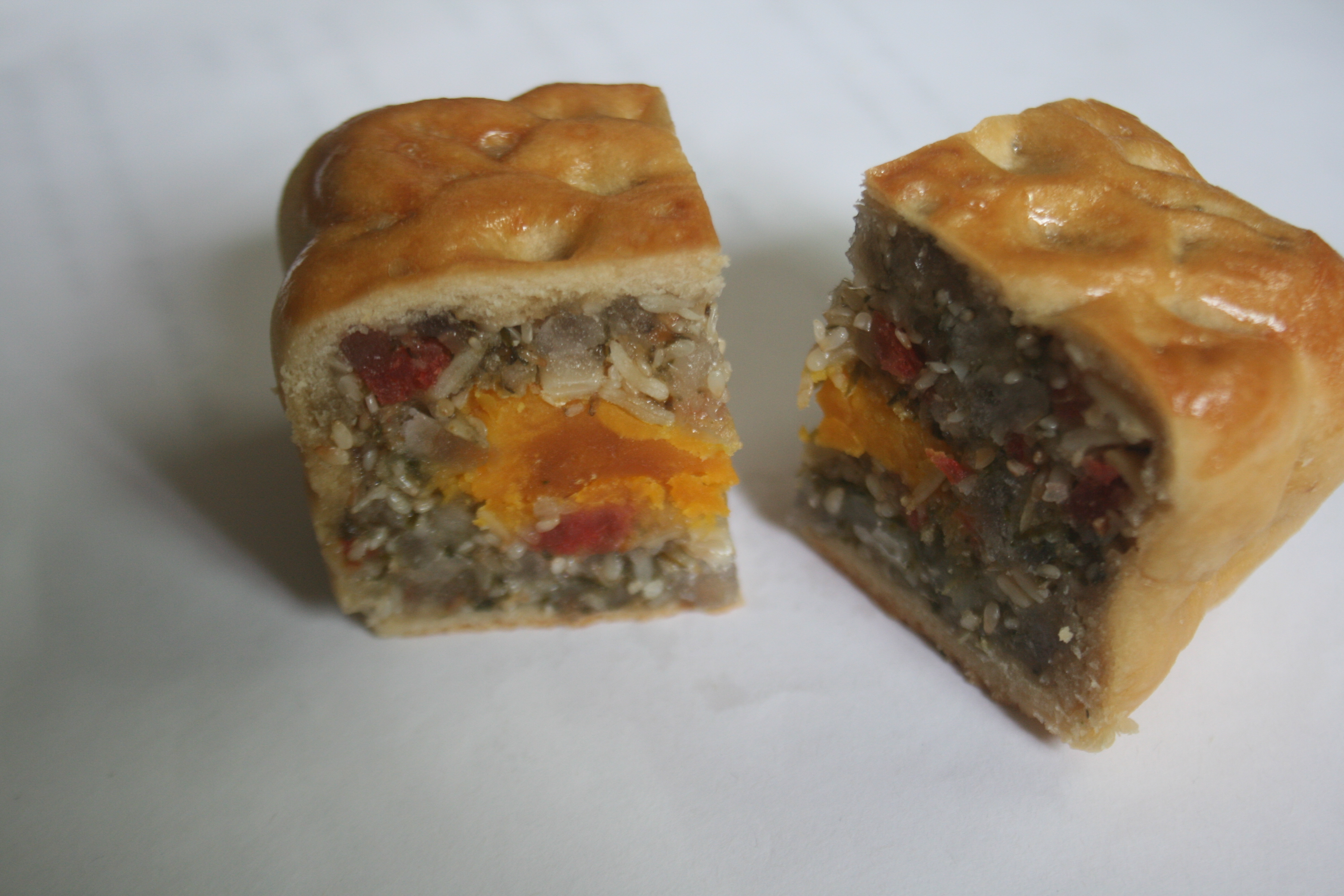
Miếng bánh nướng nhân thập cẩm trứng muối, Việt Nam

Bánh nướng hay bánh nướng trung thu là một trong những loại bánh được làm và sử dụng nhiều trong lễ tiết trung thu. Bánh xuất xứ từ ẩm thực Trung Hoa nhưng trong chiều dài lịch sử giao thoa, ảnh hưởng và tiếp biến văn hóa, đã lan tỏa và phổ biến tại nhiều quốc gia châu Á khác. Tại Việt Nam, bánh nướng là loại bánh có vỏ bánh được làm bằng bột mì được nướng vàng sẫm trong lò nướng một trong hai loại bánh không thể thiếu trong dịp phá cỗ trông trăng đêm Trung thu, bên cạnh đó cùng với những chiếc bánh có vỏ được làm từ bột nếp vốn mang sắc thái thuần Việt hơn được định danh với tên gọi bánh dẻo.

## Lịch sử

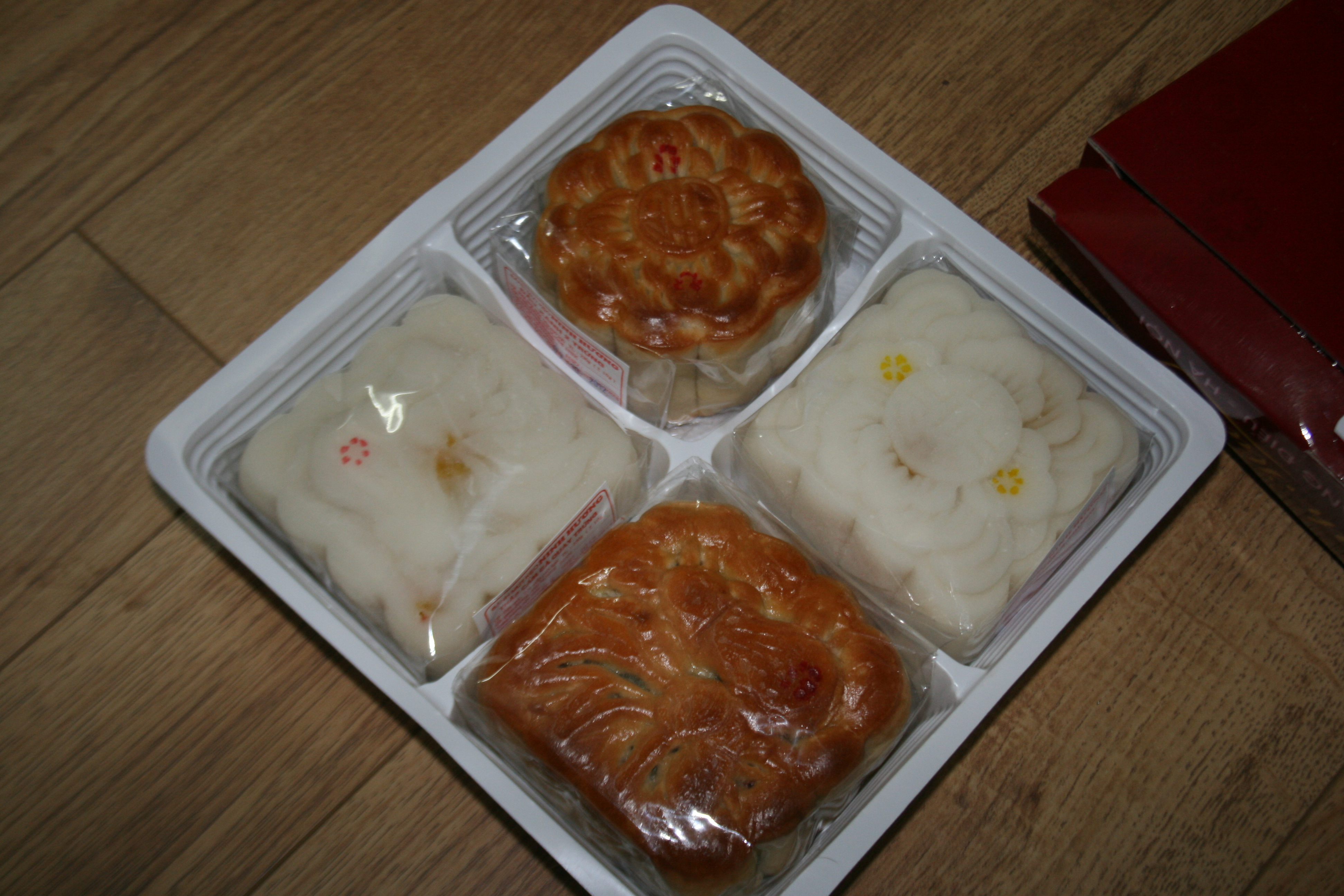
Hộp bánh trung thu 4 chiếc truyền thống, Hà Nội, Việt Nam

Khi tìm hiểu về lễ tết Trung thu, có ba truyền thuyết vẫn thường được người ta biết đến nhiều nhất là sự tích "Hằng Nga và Hậu Nghệ", "Đường Minh Hoàng lên cung trăng" của Trung Hoa và "sự tích chú Cuội" của Việt Nam. Các truyền thuyết này cho thấy rất có thể tết Trung thu khởi nguyên từ nền văn minh lúa nước vùng đồng bằng Nam Trung Hoa và đồng bằng châu thổ sông Hồng Việt Nam, nơi con người trông trăng để xây dựng lịch, làm mùa vụ và sinh hoạt. Trải qua hàng ngàn năm, tiền nhân đã luôn cho rằng có mối liên hệ giữa cuộc đời và vầng trăng, theo đó trăng tròn và trăng khuyết ví như niềm vui và nỗi buồn, như đoàn tụ hay chia ly. Đặc biệt, trăng tròn là biểu tượng của hội tụ, viên mãn, sum vầy, và hình ảnh mặt trăng lộng lẫy kỳ tuyệt giữa mùa thu hiện thực hóa trọn đầy nhất ý nghĩa này. Từ hình ảnh vầng trăng thu, con người thuở xưa đã ký thác tư tưởng "đoàn viên", "tròn đầy viên mãn" của mình thành biểu tượng là chiếc bánh tròn-bánh trung thu mà người ta gọi nó là "bánh trăng" hay "bánh hình mặt trăng" (月餅 "nguyệt bính") món quà để dâng lên bàn thờ tổ tiên dịp tết Trung thu, để đem biếu tặng thể hiện tấm lòng và sự quan tâm của mình tới người thân và để thưởng thức dịp phá cỗ thưởng trăng đêm trung thu.
Không thể xác định rõ những chiếc bánh trung thu đầu tiên nói chung và bánh nướng trung thu nói riêng chính xác do nghệ nhân nào hay dân tộc nào khai sinh, nhưng căn cứ trên đặc điểm (sử dụng bột mì và các nguyên liệu làm nhân như trứng muối, dầu ăn), sự phát triển và phổ biến của bánh (với rất nhiều kiểu loại, phong cách) cho thấy bánh ra đời sớm nhất từ Trung Quốc. Ban đầu là những chiếc bánh nướng nhân thập cẩm gồm nguyên liệu đơn giản như hạt hồ đào, hạt dưa; mặt bánh thường trang trí nhiều họa tiết, hình mặt trăng, thỏ ngọc, hay những chữ viết cách điệu mang đến điều tốt lành. Sau một thời gian, bánh dẻo xuất hiện với lớp vỏ bên ngoài khác biệt còn nhân bên trong tương tự. Tục lệ ăn bánh hình mặt trăng trong dịp tết Trung thu đã có từ thời Bắc Tống, cách đây trên 1.000 năm.
Tại Việt Nam, nền ẩm thực truyền thống đặc trưng sử dụng các sản phẩm từ lúa gạo (chứ không phải lúa mì) và không thịnh hành các món sử dụng lò nướng, có nhiều điểm dị biệt so với ẩm thực Trung Hoa. Bánh nướng trung thu ở quốc gia Đông Nam Á này cũng vì thế mà sinh sau đẻ muộn hơn, là "em" của bánh dẻo trung thu. Loại bánh tiên phong trong các loại bánh nướng này dường như mới chỉ xuất hiện từ năm 1930.

## Đặc điểm

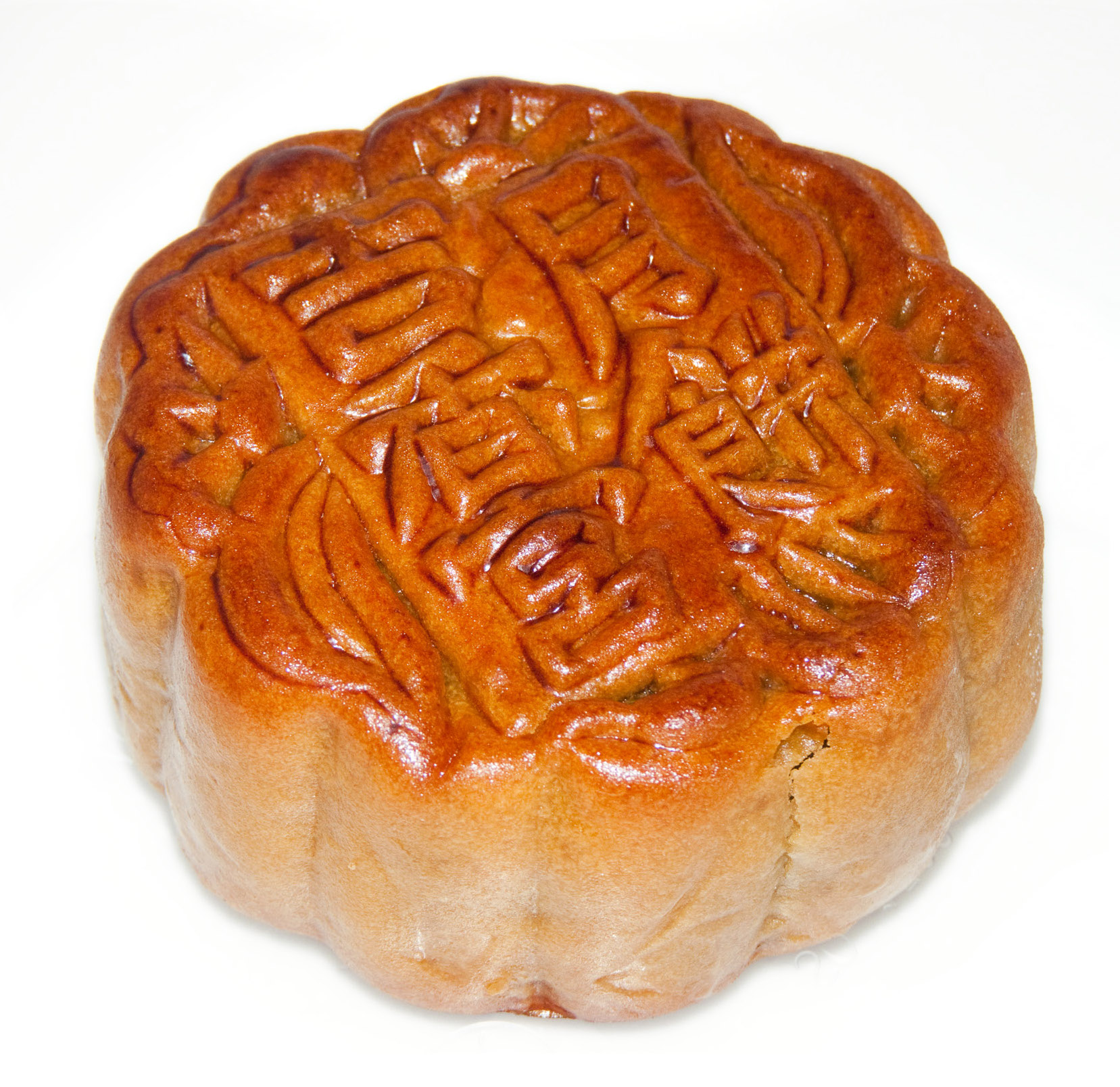
Một chiếc bánh đoàn viên Trung Quốc với dòng "Cát Hương Cung nguyệt bính" trên bề mặt, có lẽ là tên của hiệu bánh

Bánh nướng có hai phần: phần áo nướng và phần nhân. Áo bánh (tức vỏ bánh) sử dụng bột mì, bột nở (baking soda), nước đường và dầu ăn nhìn chung ít hương vị, bao bọc khối nhân rất ngọt hơi có dầu bên trong, được nướng vàng đều trong lò nướng. Màu vỏ bánh vàng sậm hay nhạt do nướng già hay nướng non mà thành, nhưng thường thấy với màu vàng nâu hay vàng đậm hấp dẫn. Bề mặt và viền bánh thường được trang trí bằng các hoa văn cách điệu, các biểu tượng hay chữ viết biểu thị tốt lành hoặc tên hiệu làm bánh. Nhân bánh rất đa dạng, ngoài mứt bí, hạt dưa, lạp xưởng cấu thành nên loại nhân thập cẩm (ảnh hưởng từ món bánh chả của Hà Nội), còn có thể có thịt lợn quay, thịt gà quay, Giăm bông, thậm chí vi cá, yến sào. Bánh nướng cũng có loại nhân chay làm bằng đậu xanh mịn, dừa nạo sợi, hạt sen, đậu đen, đậu đỏ, nấm đông cô, cốm, bột trà xanh v.v. Sự sáng tạo và đổi mới không ngừng sản phẩm trên cơ sở nhu cầu đa dạng của người tiêu dùng đã làm phong phú vô tận danh sách các loại bánh nướng dịp thu về. Đến nay nhân bánh nướng ở Trung Quốc, cái nôi khai sinh ra tục ăn bánh trung thu, có đến hơn 200 vị khác nhau trong đó có những vị kỳ lạ, thay đổi tùy theo tình trạng thổ sản, môi trường kinh tế và khẩu vị của từng địa phương. Đáng chú ý là các kiểu loại bánh Tô Châu (có lịch sử hơn 1000 năm), Bắc Kinh, Ninh Ba, Vân Nam, Đài Loan và Quảng Đông. Người Trung Quốc, vốn hay quy các sự vật hiện tượng đặc sắc thành bộ tứ, đã gọi bốn kiểu thức bánh nướng trung thu phổ biến và đặc trưng nhất theo bốn địa phương gọn trong cụm từ "Bình Tô Quảng Đài" (Bình chỉ Bắc Bình hay Bắc Kinh, Tô tức Tô Châu, Quảng tức Quảng Đông và Đài chỉ Đài Loan).
Ở Việt Nam, bánh nướng trung thu hầu như vẫn trong bí quyết chế biến của dân Việt gốc Hoa. Hình dáng bánh thường vuông hay tròn đựng vừa bốn chiếc trong một cái hộp giấy vuông. Vỏ bánh làm bằng bột mì dậy men trộn với trứng gà và chút rượu; nhân thì có thể thuần túy làm bằng đậu xanh, khoai môn, hay hạt sen tán nhuyễn bao bọc lấy một hay hai lòng đỏ trứng vịt muối có mùi vani hay sầu riêng, hoặc là nhân thập cẩm gồm đủ thứ, trong đó bánh nướng kiểu truyền thống với nhân thập cẩm vẫn được người tiêu dùng ưa chuộng nhất.

## Nguyên liệu, phụ liệu cơ bản
Nguyên liệu làm bánh nướng khá cầu kỳ, gồm rất nhiều loại, nằm trong nhóm nguyên liệu vỏ bánh và hỗn hợp quét bề mặt bánh, nguyên liệu nhân bánh và chất kết dính các thành phần làm nhân.

### Vỏ bánh

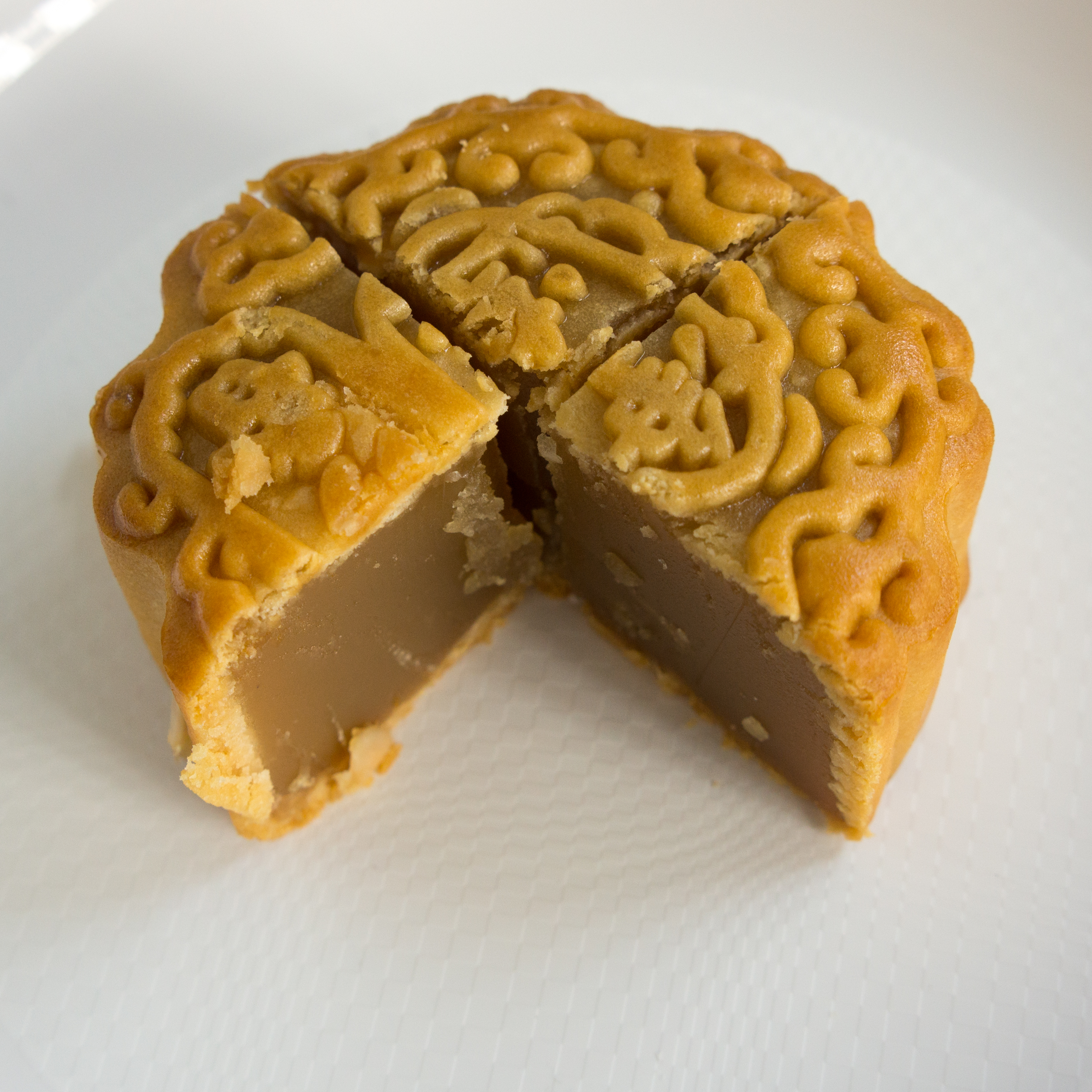
Lớp vỏ mỏng bao khối nhân hạt sen nghiền mịn của một chiếc bánh nướng Trung Quốc

Khác với bánh dẻo sử dụng bột nếp, bột làm vỏ bánh nướng là bột mì. Bột mì càng ngon thì vỏ bánh thành phẩm làm ra càng ngon mềm, không bị khô cứng bở rời. Bột làm bánh ngọt (cake flour hay bột mì số 8) cho bánh mềm hơn bột mì đa dụng hay bột làm bánh mì (bread flour). Tuy nhiên hầu như không có khuyến cáo đặc biệt nào với chủng loại bột mì chuyên cho bánh nướng mà thông thường chỉ cần bột mì đa dụng, loại bột sẵn bán trong siêu thị hay các quầy hàng đồ khô, có thành phần gluten và protein trung bình thích hợp làm nhiều loại bánh.
Các nguyên liệu khác cho vỏ bánh còn gồm nước đường, dầu ăn, baking soda, nước tro tàu. Cũng không hiếm khi bột vỏ bánh được trộn cùng lòng đỏ trứng gà, chút rượu mai quế lộ, vài giọt nước màu dừa nếu có (là loại nước màu sẫm đen làm gia vị cô đặc từ nước dừa). Nước tro tàu thì hoặc dùng nước lọc từ tro các loại cây cỏ thảo dược theo truyền thống, hoặc sử dụng sản phẩm công nghiệp như natri hydroxide (NaOH) hay hydroxide kali (KOH). Lạm dụng hóa chất này có thể gây ngộ độc nên hiện nay đại đa số bánh làm ở quy mô gia đình đều không sử dụng. Cũng cần chú ý, nếu trong nước đường đã sử dụng nước tro tàu thì bỏ qua việc bổ sung nước tro tàu vào hỗn hợp pha chế nước đường khi làm vỏ bánh.
Hỗn hợp quét mặt bánh trong quá trình nướng bao gồm lòng đỏ trứng gà, dầu ăn (nên sử dụng dầu mè) giúp mặt bánh trở nên bóng đẹp, chút nước màu dừa giúp tạo màu. Nếu không có nước màu dừa thì thay bằng chính nước đường làm vỏ bánh (nhưng bề mặt bánh thành phẩm có thể vì thế mà trở nên hơi ướt, dính), hoặc sử dụng một loại màu thực phẩm nâu vàng nào đó, hoặc vài giọt xì dầu. Hỗn hợp này được đánh tan và lọc qua rây.

### Nhân bánh
Không thể có một thống kê đầy đủ nguyên phụ liệu làm nên hàng trăm loại nhân bánh nướng chay mặn đủ kiểu, và danh sách này dường như cũng được bổ sung không ngừng theo những cách tân sản phẩm trên thị trường bánh trung thu hiện nay. Do đó, dưới đây chỉ liệt kê các thành phần của nhân bánh nướng thập cẩm truyền thống và một loại nhân bánh nướng chay sên đặc từ đậu xanh. Nhân bánh nướng trung thu thập cẩm gồm hạt điều, vừng, hạt dưa, mứt bí, mứt sen, mỡ đường, lạp xưởng với lượng bằng nhau; lá chanh; trứng vịt muối (tùy thích). Chất kết dính của nhân thường sử dụng rượu mai quế lộ, nước đường, dầu hào, nước lọc, ngũ vị hương, bột nếp rang (bột bánh dẻo); có khi còn bao gồm cả mật ngô (corn syrup), hắc xì dầu (black soy sauce), dầu mè.
Nhân bánh nướng trung thu đậu xanh sử dụng đậu xanh hạt, dầu ăn và đường cát.

## Chuẩn bị một số nguyên liệu đặc biệt

### Nước đường
Nước đường là một trong những nguyên liệu quan trọng nhất trong thành phần của vỏ bánh nướng, quyết định độ ngọt, độ mềm, màu sắc và thời gian bảo quản bánh. Khác với nước đường làm bánh dẻo vốn thực hiện đơn giản và không cần phải để lâu, nước đường cho món bánh nướng tương đối cầu kỳ hơn, và thường được nấu từ rất sớm để nước ngấu qua thời gian trở nên sậm màu, đặc sánh, đậm đà, giúp bánh mềm mại và có màu nâu vàng đẹp. Nước đường càng để lâu bánh làm càng ngon, đường càng xuống màu đậm. Tuy chỉ cần nấu nước đường trước thời điểm làm bánh khoảng 2 tuần, có nhiều người đã nấu và tồn trữ nước đường thậm chí từ 1 đến 3 năm. Sau khi kết thúc mùa Trung thu, nhiều chị em cẩn thận, chăm chỉ đã đun ngay mấy mẻ nước đường để chuẩn bị cho mùa Trung thu năm sau.
Nguyên liệu nấu nước đường gồm đường, nước lọc, nước cốt chanh và vỏ quả chanh. Đường có thể sử dụng đường cát trắng, đường vàng (đường hoa mai), đường nâu nhưng không nên sử dụng đường thốt nốt vì mùi nồng đậm. Loại đường tinh luyện, sạch, khi nấu sẽ hạn chế bọt và bụi bẩn giúp nước đường trong và đẹp.
Mạch nha và nước tro tàu cũng có thể được sử dụng để bổ sung vào nồi nước đường, giúp nước đường mềm, sánh (từ đó gián tiếp làm cho vỏ bánh mềm và có màu đẹp hơn). Mạch nha chỉ sử dụng mạch nha trắng trong hoặc vàng nhạt, dạng lỏng hơi sánh, vị ngọt vừa, tránh dùng loại đặc sệt màu vàng đậm vì sẽ gây lại đường (hiện tượng nước đường bị cô lại thành các hạt đường li ti sau khi nấu). Nước tro tàu tốt nhất là loại được pha từ tro thu được sau khi đốt một số loại thảo dược.
Chanh quả được sử dụng trong quá trình nấu nước đường. Nước cốt chanh giúp khắc phục hiện tượng lại đường và tinh dầu từ vỏ chanh khiến nước đường the mát. Chanh vàng hay xanh đều không làm cho nước đường bị đắng, nhưng dùng chanh vàng thì tốt hơn. Dứa (trái thơm) nguyên miếng cũng được sử dụng thay thế chanh, hoặc bổ sung cho chanh trong cố gắng cách tân phương pháp làm nước đường nhanh gọn, không cần để lâu mà vẫn cho bánh có vỏ mềm đẹp.
Một công thức nấu nước đường phổ biến gồm 1,1 kg đường trắng (để riêng 1 kg và 100g), 50ml nước lọc, 600ml nước sôi, 1 quả chanh vàng rửa sạch giữ vỏ bỏ hạt (có thể dùng chanh xanh). 100gr đường và 50ml nước lọc được cho vào nồi đun trước, không khuấy mà chỉ lắc tròn nồi cho đều, nhằm tạo màu caramel sẫm hơn cho thành phẩm. Khi hỗn hợp nước đường trên bếp sôi, ngả màu caramel, nổi bọt thì cho tiếp 1 kg đường và 600ml nước sôi vào, khuấy nhẹ cho đường tan đều. Tiếp tục đun lửa vừa cho đến khi hỗn hợp sôi thì hạ lửa nhỏ, hớt sạch bọt. Cho chanh vào đun cùng (nhưng không khuấy vì nước sôi nên sẽ tự hòa tan) và đun lửa nhỏ trong khoảng 45 đến 60 phút đến khi hoàn tất công đoạn nấu nước đường như ý thì vớt bỏ chanh ra, để nguội nước rồi đóng vào lọ, đậy nắp chặt và bảo quản nơi thoáng mát.
Với trường hợp không thắng đường thành caramel, người nội trợ dùng công thức 1 kg đường trắng hay vàng (hoặc 0,5 kg đường trắng + 0,5 kg đường vàng), 600ml nước sôi, 50-70gr chanh (1 quả chanh vàng to), 30ml mạch nha (có thể không cần), 5ml nước tro tàu. Nước sôi và đường được cho vào chiếc xoong dày và bắc lên bếp đun, khuấy nhẹ nhàng cho tan hết đường cho đến khi hỗn hợp sôi thì ngừng khuấy. Hạ lửa nhỏ đun tiếp 20-30 phút sau đó cho nước cốt chanh, vỏ quả chanh, mạch nha và đun tiếp 15-20 phút. Rót từ từ nước tro tàu vào nồi và đun thêm 5 phút rồi tắt bếp. Bắc nồi xuống để gần nguội và dùng muôi múc nước đường rót vào lọ thủy tinh sạch, để nguội hẳn mới đóng nắp đậy kín bảo quản nơi thoáng mát.
Trong quá trình nấu nước đường, người nội trợ có thể thường xuyên kiểm tra xem nước đường đã đạt chưa bằng cách nhỏ một giọt nước đường vào bát nước nguội. Nếu nước đường rơi xuống đáy bát, lan bẹt ra thành một hình tròn là đạt. Nếu nước đường tan trong nước là quá loãng, chưa đạt, cần đun thêm. Nếu nước đường rơi thẳng xuống đáy bát, tròn xoe, không bẹt hay lan ra thì tức là đã đun quá lâu, cần bổ sung nước sôi và đun tiếp cho loãng bớt.
Lòng trắng trứng có thể được bổ sung vào trong quá trình nấu nước đường để quyện những tạp chất nổi lên và được vớt bỏ, giúp nước đường trong.
Sau khi nguội, nước đường có màu cánh gián, sánh đặc như mật ong là đạt.

### Mỡ đường
100gr mỡ gáy lợn xắt hạt lựu đem luộc sôi khoảng 3 phút, vớt để ráo nước rồi trộn với 2-3 thìa đường xóc đều cho ngấm. Sau đó đem phơi trong râm nơi có gió để mỡ trong lại là được. Mỡ đường nên làm trước khi làm bánh khoảng 1 ngày.

### Đậu xanh
Đậu xanh sên đặc được dùng cho món bánh nướng trung thu nhân đậu xanh. Công thức phổ biến để làm nhân đậu xanh này sử dụng 200gr, 100gr đường và 90gr dầu ăn. Đậu xanh đãi vỏ sạch cho vào nồi đổ lượng nước lạnh gấp ba lần lượng đậu và đun to lửa. Khi nước đậu sôi thì cần hớt bọt, hạ lửa và quấy đều để tránh đậu bị vón cháy dưới đáy nồi, và lưu ý không được để nước cạn quá mặt đậu. Tiếp tục đun đến khi đậu chín mềm có thể dùng thìa miết nát được thì nhấc đậu ra đem xay (có thể gia thêm chút nước nếu đậu quá khô). Đậu xay mịn lại cho vào chảo chống dính để lửa vừa đun đến khi đậu sánh lại thì cho 100gr đường. Dầu ăn với 90gr được cho vào 3 lần trong quá trình sên đậu trong chảo, mỗi lần cách nhau 15 phút. Thành phẩm sau 3 lần cho dầu ăn là một khối đậu kết dính dẻo và bóng. Lúc này người nội trợ tiếp tục rắc từ từ 10gr bột nếp (bột bánh dẻo), vừa rắc vừa trộn để đậu xanh tăng độ kết dính hơn. Đảo thêm một lúc nữa là hoàn tất. Toàn bộ công đoạn sên đậu mất chừng 1 giờ đồng hồ.

### Lòng đỏ trứng vịt muối
Lòng đỏ trứng vịt muối (trứng mặn) làm nhân bánh nướng trung thu cần xử lý trước để lên màu đẹp và không bị tanh. Trứng vịt muối được tách vỏ, bỏ lòng trắng, xả từng lòng đỏ dưới vòi nước chảy nhẹ cho sạch phần nhớt bên ngoài. Chuẩn bị một bát rượu mai quế lộ trộn bột gừng, bột ngũ vị hương, bột quế (hoặc rượu trắng ngâm gừng già giã dập) và cho các lòng đỏ trứng vào ngâm khoảng 30-60 giây (với rượu mai quế lộ), hoặc 15 phút (với rượu trắng) rồi vớt ra một chiếc đĩa có lau sơ dầu để tránh bị dính. Rắc chút đường và phết chút dầu ăn lên các lòng đỏ rồi cho vào lò nướng (hoặc nếu không có lò nướng thì dùng xửng hấp). Quá trình nướng/hấp nên căn thời gian để trứng chín lòng đào có màu đỏ cam đẹp và không bị quá tay trở nên khô, cứng và bở (với bánh nướng trứng chỉ cần chín khoảng 70%, so với chín 100% của nhân bánh dẻo).
Với cách xử lý trước thế này lòng đỏ trứng rất thơm, không có vị tanh của trứng cũng không nồng vị hồi-quế-tiêu thường gặp trong trứng tự ngâm (nếu lỡ tay cho gia vị nhiều). Ngoài ra, dầu và đường cũng giúp trứng có độ bóng, bớt mặn và thơm hơn.

## Dụng cụ chế biến
Dụng cụ làm bánh nướng gồm cân nhà bếp để tính chính xác trọng lượng vỏ và nhân bánh; khuôn để đóng bánh (khuôn có thể được làm từ gỗ hay nhựa); mặt phẳng sạch để cán bột và đóng bánh; cây cán bột; khay nướng, bình xịt nước, chổi phết, lò nướng.

## Quy trình làm bánh thủ công

### Làm vỏ bánh
Ngoại trừ bột mì, các nguyên liệu gồm nước đường, dầu ăn, bột nở và nước tro tàu cần được phối trộn và để nghỉ 4 tiếng trước khi đem trộn bột mì làm vỏ bánh.
Rây bột mì vào âu sạch, dùng thìa vét bột tạo khoảng trống ở giữa, cho lòng đỏ trứng gà và từ từ rót hỗn hợp nước đường đã trộn nói trên vào. Dùng thìa khuấy bột từ trong ra ngoài theo vòng xoắn ốc để bột khô hòa quyện dần với các nguyên liệu còn lại. Tiếp tục dùng tay nhào trộn đến khi bột thành khối dẻo mịn, đồng nhất. Nếu bột quá khô thì có thể bổ sung thêm dầu ăn, nước đường hoặc mật ong; nếu quá ướt thì bổ sung thêm bột mì cho đến khi đạt độ dẻo như ý. Dùng màng bọc thực phẩm hoặc giấy nến bọc kín lại và để khối bột nghỉ chừng 30 phút.
Sau thời gian bột nghỉ, bột trở nên dẻo và bớt dính hơn. Sử dụng cân nhà bếp để cân trọng lượng bột vỏ bánh tương xứng với trọng lượng nhân bánh theo tỷ lệ 1:2. Chẳng hạn nếu dự định làm bánh 150gr thì cân bột vỏ bánh là 50gr (tương ứng nhân bánh là 100gr tính cả lòng trứng vịt muối). Rửa sạch tay và lau khô rồi lấy chút bột mì xoa đều vào tay, phủi bớt bột đi, lấy từng viên bột vê thành hình tròn và để ra bàn. Lưu ý nếu làm nhiều bánh, sau khi vê tròn các viên bột, cần sử dụng màng bọc thực phẩm bọc lại để tránh bột bị khô trước khi kịp làm đến.

### Làm nhân bánh
Với nhân bánh nướng trung thu thập cẩm, hạt điều rang chín băm vụn; hạt dưa rang chín bóc vỏ; hạt vừng trắng xát vỏ rang chín; lạp xưởng luộc chín thái hạt lựu; mứt bí, mứt sen xắt nhỏ, lá chanh thái sợi, mỡ đường đã xắt hạt lựu. Trộn đều tất cả các thành phần này với nhau. Trong trường hợp sử dụng cối xay thực phẩm để xay nguyên liệu làm nhân bánh cho đều với hạt điều, mứt sen, lạp xưởng, mứt bí, hạt bí được xay trong cối; thì vừng rang, mỡ đường và lá chanh thái chỉ cần được trộn vào sau cùng.
Nước sốt trộn nhân (chất kết dính cho nhân), ngoại trừ bột nếp rang tạm thời để riêng, được làm bằng cách trộn đều hỗn hợp của rượu mai quế lộ, nước đường, dầu hào, nước lọc, ngũ vị hương, dầu mè.
Rót nước sốt trộn nhân vào tô hỗn hợp nhân thập cẩm đã trộn nói trên, rắc từng thìa bột nếp và trộn thật đều. Dùng tay thử xem hỗn hợp đã đạt độ kết dính cần thiết chưa. Nếu khô và rời rạc thì bổ sung thêm nước sốt; nếu ướt quá thì thêm bột nếp, cho đến khi nguyên liệu kết dính lại thành khối là được.
Sử dụng cân nhà bếp chia hỗn hợp nhân thập cẩm đã hoàn tất thành từng khối có trọng lượng bằng nhau, và theo tỷ lệ 2:1 so với trọng lượng vỏ bột bánh (chiếc bánh 150gr cần 100gr nhân tính cả lòng đỏ trứng muối nếu có, và 50gr bột vỏ). Vê tròn từng viên nhân.
Nhân bánh nướng trung thu đậu xanh dùng đậu xanh sên mịn cũng vo tròn từng viên tương tự.
Để cho lòng đỏ trứng vịt muối vào giữa nhân, với viên nhân đậu xanh thì người nội trợ dùng ngón tay ấn lõm chính giữa, sâu chừng ½ viên nhân, rồi ấn lòng đỏ trứng vào vết lõm này. Tiếp tục ấn cho trứng lún sâu hơn vào khối nhân đồng thời miết cho phần nhân bên ngoài dồn lên, bao kín lòng đỏ trứng tạo thành viên nhân tròn đều, không có khoảng rỗng. Với nhân thập cẩm thì nên chia hỗn hợp nhân thành 2 nửa viên nhân tròn, đặt lòng đỏ trứng vào, úp hai nửa viên nhân lại và vê tròn hoàn thiện.

### Bao nhân
Rắc một lớp bột mì khô thật mỏng ra bàn cán và xoa cả trên cây cán bột để chống dính, đem từng viên bột ra cán thành hình tròn dẹt với phần mép bột dày hơn một chút so với phần giữa. Độ dày của miếng bột chừng 2-3mm.
Đặt viên nhân vào giữa và nhẹ nhàng áp vỏ bột với nhân từ phần đáy của viên nhân trở lên. Miết và kéo nhẹ nhàng lớp vỏ bột, tránh để lớp vỏ bột bị rách, cho phần bột ở mép vỏ bao kín hết viên nhân. Miết mờ các vết dính ở mép bột.
Làm tương tự cho đến khi bọc hết nhân. Nếu làm nhiều, cần chuẩn bị nilon hay khăn ẩm để phủ các viên bánh vừa bao nhân, tránh cho bề mặt bột không bị khô.

### Đóng khuôn

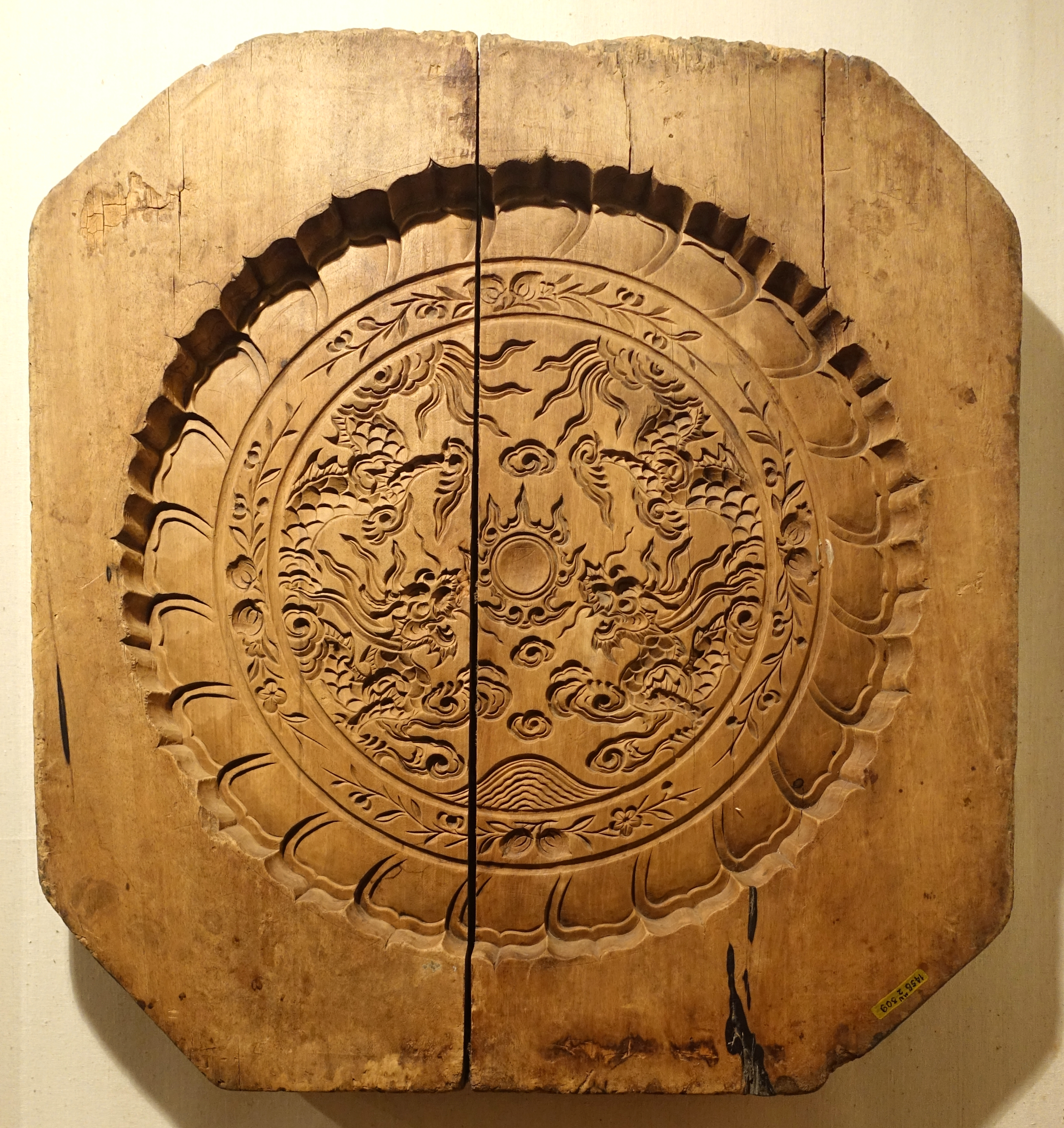
Khuôn bánh nướng cổ,mẫu vật triển lãm tại Bảo tàng Mỹ thuật Việt Nam - Hà Nội

Dùng một ít bột áo mỏng hoặc dùng chổi nhúng dầu ăn lau một lớp thật mỏng để chống dính cho khuôn. Lưu ý bột chống dính khuôn chỉ cần rất ít, nếu quá nhiều sẽ dễ bị dính ở các khe rãnh mặt khuôn khiến các bánh đóng sau kém sắc nét.
Cho viên bánh vào khuôn và ép nhẹ cho dàn đều trong khuôn. Nên xoa thêm một ít bột áo ở đế bánh để khiến bánh không bị dính vào mặt bàn khi ép. Nén thật chặt khuôn để tạo hình bánh. Nên dùng tăm chọc vài lỗ ở đáy bánh giúp thoát khí khi nướng, tránh cho bánh bị phồng.
Chuẩn bị sẵn khay có lót giấy nến, lắc nhẹ để bánh rơi ra khỏi khuôn và đặt vào khay.

### Nướng bánh
Lò nướng bánh cần được làm nóng ở nhiệt độ 200-200 độ C (hoặc thấp hơn một chút) trước khoảng 10-15 phút, sử dụng cả lửa trên và lửa dưới.
Chuẩn bị sẵn hỗn hợp quết lên bề mặt bánh với lòng đỏ trứng, dầu ăn, nước lọc, nước màu.
Đặt khay bánh vào lò nướng trong vòng 5 phút, khi bánh vừa trở nên trắng đục, se mặt thì nhanh tay lấy bánh ra khỏi lò, xịt nước lên bánh rồi để bánh nghỉ khoảng 5-10 phút cho bánh nguội bớt và bay bớt hơi nước mới tiến hành phết trứng. Trong quá trình chờ mẻ bánh đầu tiên nguội có thể dùng lò tiếp tục nướng mẻ bánh thứ hai.
Khi bánh nguội, dùng chổi lông mềm chấm nhẹ vào hỗn hợp quết mặt bánh đã pha trộn ở trên và tiến hành quết nhanh, đều toàn bộ mặt bánh. Chú ý không để hỗn hợp trứng bám quá dày lên mặt bánh và ko quết mạnh tay có thể làm mất hoa văn. Để nghỉ bánh chừng 10 phút cho nguội hẳn rồi lại đưa bánh vào lò và nướng tiếp 5-7 phút (hay lâu hơn một chút tùy theo kích thước bánh).
Bỏ khay bánh ra ngoài, lại xịt nước, để nguội và tiến hành phết trứng lần 2 rồi lại cho bánh vào lò nướng đến khi mặt bánh hanh vàng là được. Trong lần nướng cuối cùng này, muốn khống chế mẻ bánh có màu vàng nhạt hay đậm, người nội trợ có thể nướng nhanh hơn hoặc lâu hơn tùy thích.

## Bảo quản và thưởng thức

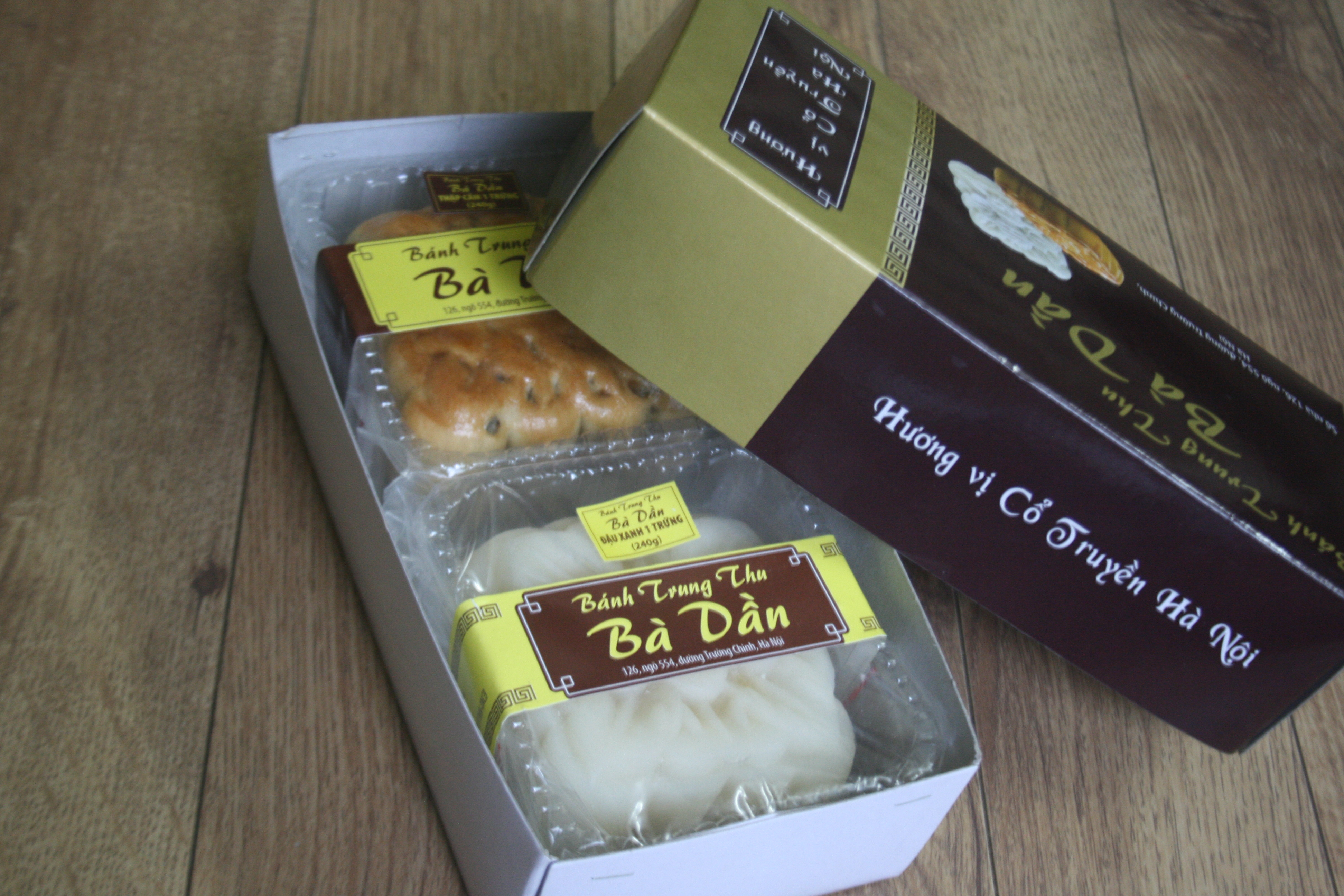
Hộp bánh trung thu truyền thống với bánh nướng thập cẩm trứng mặn và bánh dẻo đậu xanh trứng mặn xếp thành một cặp, Hà Nội Việt Nam

Sau công đoạn nướng bánh, bánh nướng trung thu được để nguội và bọc kín bằng giấy bóng kính đặt vào các hộp bánh theo cặp 2 hay 4 chiếc, và rất phổ biến cách xếp cặp hoặc bánh nướng chung với bánh dẻo (biểu thị sự hài hòa của đất trời), hoặc theo hình thức và họa tiết trang trí (bánh hình vuông-bánh hình tròn), hoặc theo kiểu loại nhân (bánh nhân thập cẩm-bánh nhân đậu xanh). Bánh được bảo quản ở nhiệt độ phòng trong thời hạn sử dụng do từng nhà sản xuất quy định.
Bánh mới ra lò thường hơi cứng nên ăn chưa được ngon. Để một vài ngày sau bánh sẽ xuống dầu và có màu nâu bóng đẹp, bánh mềm và thơm ngon hơn.
Bánh được bổ bằng dao sắc thành 4 hay 8 miếng đều nhau theo hình vuông hay tam giác, tùy kích thước bánh, và sử dụng ngay không cần qua bất cứ biện pháp chế biến nào khác.
Mặc dù có nhà sản xuất quảng cáo bánh nướng có thể được bảo quản lâu đến một tháng hay hơn, nhưng trong điều kiện khí hậu bình thường và không sử dụng các biện pháp bảo quản thực phẩm đặc biệt, bánh chỉ nên ăn trong vòng hai tuần là tối đa. Để quá lâu, bánh sẽ khét mùi dầu và có thể gây đầy bụng.